# Gässjön, Härjedalen
Gässjön är en sjö i Härjedalens kommun i Härjedalen och ingår i Ljusnans huvudavrinningsområde. Sjön har en area på 0,548 kvadratkilometer och ligger 358,1 meter över havet. Sjön avvattnas av vattendraget Andåsb..

## Delavrinningsområde
Gässjön ingår i det delavrinningsområde (688511-142917) som SMHI kallar för Mynnar i Sålnhån. Medelhöjden är 381 meter över havet och ytan är 4,44 kvadratkilometer. Det finns inga avrinningsområden uppströms utan avrinningsområdet är högsta punkten. Andåsb. som avvattnar avrinningsområdet har biflödesordning 3, vilket innebär att vattnet flödar genom totalt 3 vattendrag innan det når havet efter 239 kilometer. Avrinningsområdet består mestadels av skog (30 procent), öppen mark (13 procent) och sankmarker (33 procent). Avrinningsområdet har 0,55 kvadratkilometer vattenytor vilket ger det en sjöprocent på 12,4 procent.